# Hellblade: Senua’s Sacrifice
Hellblade: Senua’s Sacrifice (übersetzt etwa: Höllenklinge: Senuas Opfer) ist ein 2017 erschienenes Videospiel, entwickelt und verlegt vom britischen Studio Ninja Theory.
Erstmals vorgestellt wurde das Spiel für die PlayStation 4 am 12. August 2014 bei der Gamescom in Köln. Die Ankündigung einer Windows-Version erfolgte am 9. Januar 2015. Im selben Jahr wurde auf der Gamescom erstmals eine frühe spielbare Fassung gezeigt. Am 8. August 2017 wurde Hellblade: Senua’s Sacrifice weltweit veröffentlicht. Am 11. April 2018 folgte eine Umsetzung für die Xbox One, dabei auch als Xbox One X Enhanced-Version. Am 4. Dezember 2018 wurde das Spiel zudem auf Disc für die PlayStation 4 und die Xbox One veröffentlicht.
Basierend auf keltischer und nordischer Mythologie erzählt das Spiel die Geschichte der jungen keltischen Kriegerin Senua. Bemerkenswert ist dabei, dass vor allem ihre Psychosen im Mittelpunkt stehen und sich spielerisch bemerkbar machen. Sowohl für seine grafische und spielerische Qualität, als auch dafür, dass sich das Spiel profund und sensibel mit psychischen Störungen auseinandersetzt, erhielt das Spiel viel Kritikerlob.
Der Nachfolger Senua’s Saga: Hellblade II wurde bei den Game Awards 2019 angekündigt.

## Handlung
Das Spiel behandelt die junge keltische Kriegerin Senua, gegen Ende des 8. Jahrhunderts. Schon ihre Mutter Galena galt als „verflucht“, auf Drängen ihres Mannes, des fanatischen Druiden Zynbel, fand diese den Opfertod auf dem Scheiterhaufen, um „Erlösung“ zu finden. Senuas Vater erkennt, welches Erbe ihre Mutter in ihr hinterließ. Voller Aberglaube versuchte er, Senua bereits in der Kindheit von anderen der Dorfgemeinschaft zu isolieren. Die Stimmen in ihrem Kopf, ihre Halluzinationen und Wahnvorstellungen erklärte er mit dem „Fluch der Dunkelheit“. Zunehmend nahm Senua dies an und konstruierte ihre Realität um diesen vermeintlichen Fluch.
Die jugendliche Senua bewundert den Krieger Dillion, den Häuptlingssohn, beobachtet diesen heimlich bei seinen Schwertkampfübungen und ahmt dies nach. Nach einer zaghaften Begegnung der beiden entwickeln sich eine Freundschaft und später Liebe. Dann bricht eine Seuche in der Gemeinschaft aus, für die das „verfluchte Kind“ verantwortlich gemacht wird. Unter Druck, aber gegen den Willen ihres Vaters, und unter vorgehaltener Waffe, erzwingt sie ihre Flucht aus dem Dorf, um Erlösung in der Wildnis zu finden.
Dann erfolgt ein grausamer Angriff der Nordmänner auf die Inseln. Sie kehrt zurück, um ihren Liebsten zu suchen, doch wurde dieser als Häuptlingssohn von den Wikingern den Göttern geopfert. Die grausame Hinrichtungsmethode des Blutadlers traumatisiert Senua umso mehr, als sie diesen tot vorfindet.
Die Stimmen in ihrem Kopf ermutigen und entmutigen sie, sie warnen und beleidigen sie. Dennoch reist Senua alleine nach Norden, in das Land der Nordmänner. Ihr Ziel ist Helheim, um dort die nordische Totengöttin Hela dazu zu bringen, ihr Dillion zurückzubringen und seine Seele zu retten. Seinen abgetrennten Kopf trägt sie an der Hüfte bei sich.
Neben Begegnungen mit Wesen wie Valravn oder Surt, Kämpfen mit monströsen Wikingern, wobei dem Spieler nie klar ist, ob auch diese nur ihrer Fantasie entspringen, plagen Senua zunehmend ihre Traumata, Ängste und Wahnvorstellungen.
Am Ende steht sie Hela gegenüber. Sie gibt ihren Widerstand auf und fügt sich in ihr Schicksal. Sie verflucht ihren abergläubischen Vater, der ihr und ihrer Mutter so viel Leid brachte. Sie schafft es schließlich, den Tod von Dillion zu akzeptieren und die Stimmen in ihrem Kopf als Teil von sich anzunehmen.

## Entwicklung und Hintergründe
Laut den Entwicklern sollte mit Hellblade: Senua’s Sacrifice eine klassische Heldenreise entstehen, bei der sich eine keltische Kriegerin „auf eine visionäre Reise ins Land der Wikinger begibt“. Es soll eine Leidensgeschichte sein, wobei die Fantasywelt nur im Kopf der Protagonistin existiert. Diese, Senua, wurde benannt nach der keltischen Göttin Senuna, weitere Einflüsse ergaben sich durch Boudicca. Senua ist dabei als Piktin konzipiert, von den Orkney-Inseln stammend, mit typischer blauer Kriegsbemalung aus Waid und Kalk in den Haaren. Ihre besonders schweren psychotischen Störungen stehen dabei im Mittelpunkt des Spieles. Anders als bei vorherigen Entwicklungen war es Ninja Theory wichtig, das Spiel selbst zu verlegen, um keine Einmischungen erdulden oder Kompromisse eingehen zu müssen. Daher bezeichnen sie Hellblade als Independent-AAA-Spiel.
Zu Spielbeginn wird eine Warnung eingeblendet, die auf die drastischen Darstellungen dieser Psychosen hinweist und dass diese auf Spieler „verstörend“ wirken könnten, insbesondere für jene, die selbst entsprechende Erfahrungen aufweisen. Ebenso wird auf womöglich „belastende Gewaltszenen“ hingewiesen.
Die historische Perspektive der Kelten auf psychische Störungen floss ebenfalls in das Spiel mit ein. Männer oder Frauen, die vermeintlich von einem Fluch befallen waren oder aus Trauer oder aufgrund traumatischer Schlachten wahnsinnig geworden waren, wurden als „Gealt“ bezeichnet. Entweder von der Gruppe verstoßen oder aus eigenem Entschluss lebten diese abseits der Gemeinschaft, um Strafe, Sühne oder Läuterung zu erfahren. Eine weitere keltische Bezeichnung, die sich ebenfalls im Spiel wiederfindet, lautet „Druth“, womit vor allem Narren oder Schwachsinnige bedacht wurden. Das Schicksal der gleichnamigen Spielfigur orientiert sich dabei an Findan, einem irischen Kelten, der von Wikingern versklavt wurde, dem dann aber auf den Orkney-Inseln die Flucht gelang.
Eine sorgfältige und sensible Behandlung des Themas psychische Störungen lag den Entwicklern am Herzen. Ihnen war bewusst, dass dieses Thema vor allem in Videospielen eher ein Tabu darstellt. Sofern in Spielen überhaupt Darstellungen erfolgen, werden häufig Psychose und Psychopathie gleichgesetzt, die Darstellungen erscheinen oft gar beleidigend für Betroffene. Dabei eignen sich Videospiele laut den Entwicklern gut für diese Thematik, da diese etwa Wahnvorstellungen gut darstellen können und die Möglichkeit bieten, die Perspektive von Betroffenen „zu durchleben und begreifbar zu machen“. Panik, Angst, Schizophrenie und Flashbacks sollen so für die Spieler nachvollziehbar werden. Der Immersion wegen und um die „Stimmen im Kopf“ besser nachempfinden zu können, empfehlen die Entwickler während des Spielens Kopfhörer.
Während der Entwicklung ließ sich Ninja Theory daher von vier Psychologen beraten, zudem von zwei Professoren der University of Cambridge, darunter Paul Fletcher, Psychiater und Professor für Neurowissenschaften, sowie von Charles Fernyhough, Professor für Psychologie an der University of Durham. Ebenfalls wurden Betroffene vom Recovery College und des Wellcome Trust in die Entwicklung miteinbezogen.
Dargestellt wurde Protagonistin Senua von der damals 26-jährigen Deutschen Melina Jürgens aus Paderborn. Diese war als Videoeditorin bei Ninja Theory angestellt und rutschte eher zufällig in diese Rolle, nachdem die vorgesehene Darstellerin absprang. Zunächst sollte sie nur zu Testzwecken die Motion-Capture-Aufnahmen übernehmen. Ihre Rolle verkörperte Jürgens aber so überzeugend, dass sie fest für die Rolle als Senua engagiert wurde. In einem Gespräch erwähnte sie gegenüber dem Westfalen-Blatt eine „schrecklich frustrierende Diät“. Zur Rolle gehörte demnach auch Gewichtestemmen und Training in Mixed Martial Arts und Jiu Jitsu. „Heute sitze ich auf meiner Wohnzimmer-Couch und spiele mich selbst als Videospiel-Heldin. Ich kann alles noch nicht wahrhaben.“, so Melina Jürgens.
Im Spiel sind zahlreiche Runensteine zu finden, die Geschichten der Edda und der Völsunga saga erzählen. Das Spiel bietet keinerlei Bildschirmanzeigen, kein Charaktermenü, kein Inventar und keine Kapitelanwahl. Nach dem Durchspielen wird der Spielstand gelöscht, so dass nur ein Neustart möglich ist. Der Download beinhaltet neben dem Spiel zudem ein 25-minütiges Making-of. Das Spiel ist ein Action-Adventure, besonders ab der Hälfte bieten sich aber zahlreiche Elemente, die dem psychologischen Horror zuzuordnen sind. Für den Spieler zunehmend unklarer wird der Unterschied zwischen Realität und Senuas Wahnvorstellungen und Realitätsflucht. Das Spiel bietet zahlreiche Rätsel, wobei es sich vor allem um optische Täuschungen und Perspektivtricks handelt. Die Spielzeit beträgt dabei etwa sieben bis zehn Stunden.
Im November 2017 gab Ninja Theory bekannt, dass drei Monate nach Veröffentlichung des Spiels 500.000 Exemplare (250.000 nach der ersten Woche) verkauft und dabei Einnahmen von rund 13 Millionen Dollar generiert wurden. Damit wurde Hellblade erfolgreicher als von den Entwicklern erwartet, die diesen Erfolg allenfalls nach sechs bis neun Monaten erwarteten. Ninja Theory kündigte zudem an, 60.000 Pfund an eine gemeinnützige Einrichtung zur Hilfe psychisch Kranker zu spenden.
Im Juli 2018 wurde eine VR-Edition des Spiels für Windows veröffentlicht. Besitzern, die das Originalspiel bei Steam oder GOG.com gekauft haben, steht sie kostenlos zur Verfügung. Im Februar 2019 wurde in einer Nintendo-Direct-Präsentation eine Portierung für die Nintendo Switch angekündigt. Die Portierung, für die QLOC verantwortlich ist, erschien am 11. April 2019. Im August 2021 wurde eine verbesserte Version für die Xbox Series X/S veröffentlicht, welche bis zu 120 FPS und Raytracing unterstützt.

### Nachfolger
Pünktlich zum von Ninja Theory angegebenen Termin ist Senua’s Saga: Hellblade 2 am 21. Mai 2024 für PC und Xbox Series X/S erschienen.

## Rezeption
„Das intensivste Spielerlebnis des Jahres: technisch famoser Psychotrip mit packenden Schwertkämpfen. […] Seine Intensität, sein Sound sowie seine Fähigkeit, euch in den Kopf eines virtuellen Charakters zu verpflanzen, machen es zu einem Meilenstein. «Hellblade» bescherte mir das heftigste Spielerlebnis meiner 30-jährigen Zockerlaufbahn. Senuas famoses Gesicht, die Abmischung der Stimmen in ihrem Kopf, die visuelle Wucht der letzten Spielstunden haben meinen Ärger über die anfangs biederen Rätsel und die begrenzte Spielwelt buchstäblich weggeblasen. Ich ziehe meinen Hut vor Ninja Theory – für den Mut, ein so außergewöhnliches Spiel zu entwickeln, das nicht nur technisch herausragt, sondern auch noch das Tabuthema psychische Störungen gekonnt anpackt.“

„Hellblade behandelt das Thema Psychose stets respektvoll, scheut aber auch niemals davor zurück, die ganz schlimmen Momente der Krankheit zu zeigen und somit ihre Protagonistin leiden zu lassen. Das Spiel ist unglaublich intensiv, fesselnd, teilweise sogar anstrengend. Es gelang wohl bislang noch keinem Videospiel so gut, den inneren Schmerz, die Verwirrung oder einfach die Gefühlswelt des Protagonisten so sehr auf den Spieler zu übertragen. Hellblade ist ein immersives Erlebnis, dass [sic!] sich nicht scheut, den Spieler abzustoßen. Die Stimmen, die fehlenden Erklärungen, die Visionen – alles dient dazu, den Spieler noch mehr in Senuas Rolle schlüpfen zu lassen. Stellt man sich anfangs noch die Frage, ob das Abenteuer zumindest teilweise Realität ist oder doch alles nur in Senuas Kopf geschieht, ist dies schon bald egal. Für Senua ist dies die Realität und wir sind Senua. […] Dass Hellblade mich so umhauen würde, hätte ich dann doch nicht gedacht. Ja, spielerisch macht der Titel nicht wirklich was neu und die relativ wenigen Gameplay-Bausteine sind nicht sonderlich komplex, aber das ist mir in diesem Fall vollkommen wurscht. Sie dienen eh nur als Vehikel für die Story und erzählerisch ist Senua’s Sacrifice einfach nur großartig. Das Thema psychische Erkrankung wird mit so viel Respekt und so akkurat behandelt und in die Geschichte verwoben, dass ich nur meinen imaginären Hut ziehen kann. Jede Szene hat eine Bedeutung und Senuas Krankheit sowie das damit einhergehende Leid werden einem dank der grandiosen audiovisuellen Umsetzung so nah gebracht, wie es nur geht. Hellblade ist eines dieser Spiele, die zeigen, wozu das Medium tatsächlich fähig ist. Kein Buch, kein Film könnte mich so sehr in Senua hineinversetzen.“

„Es ist nicht nur der aufwändig recherchierte psychologische Hintergrund, der Hellblade zu einem guten Spiel macht – die detailversessen konzipierte und hervorragend inszenierte Charakterstudie machen es aber sehr wohl zu einem besonderen und ungewöhnlich intensiven Erlebnis! Das liegt nicht nur an der technisch herausragenden Mimik seiner Protagonistin, sondern auch am kraftvollen Spiel ihrer Darstellerin. Es liegt daran, dass Senuas Ängste nicht nur erwähnt werden, sondern ständig greifbar sind – sei es über die flüsternden und raunenden Stimmen in ihrem Kopf oder das Feuer und die Dunkelheit, die man als reale Gefahren überwinden muss. […] In seiner Gesamtheit ist die vierte große Arbeit von Tameem Antoniades aber ein fesselndes und vor allem erzählerisch einzigartiges Abenteuer!“

### Auszeichnungen
- DICE Awards 2018: Herausragende Charakterzeichnung (vier weitere Nominierungen)
- The Game Awards 2017: Bestes Klangdesign, Beste Darstellung für Melina Jürgens, „Games for Impact“ (zwei weitere Nominierungen)
- Game Developers Choice Awards 2018: drei Nominierungen
- British Academy Video Games Awards 2018: Bestes britisches Spiel, Beste künstlerische Leistung, Beste musikalische Leistung, „Beyond Entertainment“, Beste Darstellung für Melina Jürgens (vier weitere Nominierungen)
- Annie Award 2018: Eine Nominierung
- Global Game Awards 2017: Bestes Indie-Spiel (eine weitere Nominierung)
- Golden Joystick Awards 2017: vier Nominierungen
- The Independent Game Developers' Association Awards 2017: Bestes Action-Adventure (drei weitere Nominierungen)
- National Academy of Video Game Trade Reviewers Awards 2018: Bestes Spieldesign, Beste Darstellung (Drama) für Melina Jürgens (acht weitere Nominierungen)
- SXSW Gaming Awards 2018: sechs Nominierungen
- Fun & Serious Game Festival Bilbao 2017: Bestes Indie-Spiel[27]
- New York Game Awards 2018: Beste Darstellung für Melina Jürgens (eine weitere Nominierung)